# Grados día de refrigeración
Grados día de refrigeración es la unidad de medida del grado de rigor climático de un lugar, en la temporada cálida, ya que relaciona la temperatura media con una cierta temperatura de confort para refrigeración.
Se define como la suma de las diferencias horarias de la temperatura máxima media del aire exterior superior a una temperatura base de refrigeración, con respecto a este valor para todos los días del año.

## Su determinación
Para su determinación es usual utilizar la siguiente expresión simplificada:

Donde:
TBe es la temperatura base de refrigeración (20, 23, 25 °C)
Tmáx es la temperatura máxima (diaria o mensual)
Ni es la cantidad de días del mes considerado
Xe es un coeficiente lógico que valdrá 1 cuando la temperatura máxima media sea mayor a la TBe y cero cuando sea menor.

## Usos
Este indicador climático es utilizado por normas de varios países para clasificar el clima para uso en Eficiencia energética edilicia, limitar las cargas térmicas en refrigeración de los edificios, facilitar la determinación de cargas térmicas anuales o mensuales en refrigeración, entre otros.
Lo contemplan las normas de Argentina, España, Francia, Inglaterra, entre otras.
Reciente bibliografía sobre Arquitectura sustentable o Arquitectura sostenible cuando muestra un edificio incorpora una serie de indicadores para poder comparar casos de estudio. Entre ellos los Grados día de refrigeración o calefacción con una temperatura base de 18 °C. Es acompañado del consumo de energía del edificio en climatización utilizando como unidad los kWh/año o kWh/m²/año.

### Utilidad
La aplicación de esta unidad tiene problemas importantes. Su creación es consecuencia de la existencia previa de los grados día de calefacción, pero como índice de consumo es mucho menos útil. 
Las cargas térmicas de calefacción dependen principalmente de las temperaturas exteriores o, más precisamente, del salto térmico entre el exterior y el interior. Cualquier otro fenómeno previsible disminuirá esas cargas, como sería el caso del soleamiento por los huecos acristalados, la ocupación de personas, la emisión de calor de equipos o aparatos, etc., de modo que la unidad grado día de invierno, que se basa precisamente en el salto térmico, serviría para prever el caso más desfavorable.
Por el contrario los grados día de refrigeración solamente evalúan uno de los fenómenos que aportan calor a los locales en época cálida, el salto térmico, pero los demás, entre los que se encuentran los citados más arriba y otros, no. Resumiendo, solamente prevén la situación más favorable, que rara vez se da durante la temporada de refrigeración.

## Conversión
Téngase en cuenta que, debido a los grados día son relativos a una temperatura base (a diferencia de las relativas a cero), es incorrecta para añadir o restar 32 al convertir los días-grados de Celsius a Fahrenheit y viceversa.